# Glossogobius celebius
Glossogobius celebius és una espècie de peix de la família dels gòbids i de l'ordre dels perciformes.

## Morfologia
Els mascles poden assolir els 14 cm de longitud total.

## Distribució geogràfica
Es troba a les Illes Ryukyu (Japó), Taiwan, les Filipines, Indonèsia, Salomó, Nova Guinea, el nord d'Austràlia, Palau, Fidji i Nova Caledònia.